# Charles Beil
Charles Beil,  ( 1894 - 29 de julio de 1976 ) fue un escultor canadiense famoso por sus esculturas de vaqueros e indios de las llanuras del oeste.  Fue protegido del artista Charles Marion Russell .
En 1973 , fue nombrado Miembro de la Orden de Canadá .

## Obras
Entre las mejores y más conocidas obras de Charles Beil , se encuentran aquellas que realizó en bronce con la temática de los indios y vaqueros del Oeste.